# Pembroke (Bermudas)
Pembroke é uma paróquia do arquipélago das ilhas Bermudas.